# Estación Miguelete
Miguelete es una estación ferroviaria ubicada en el partido de General San Martín, Provincia de Buenos Aires, Argentina.

## Servicios

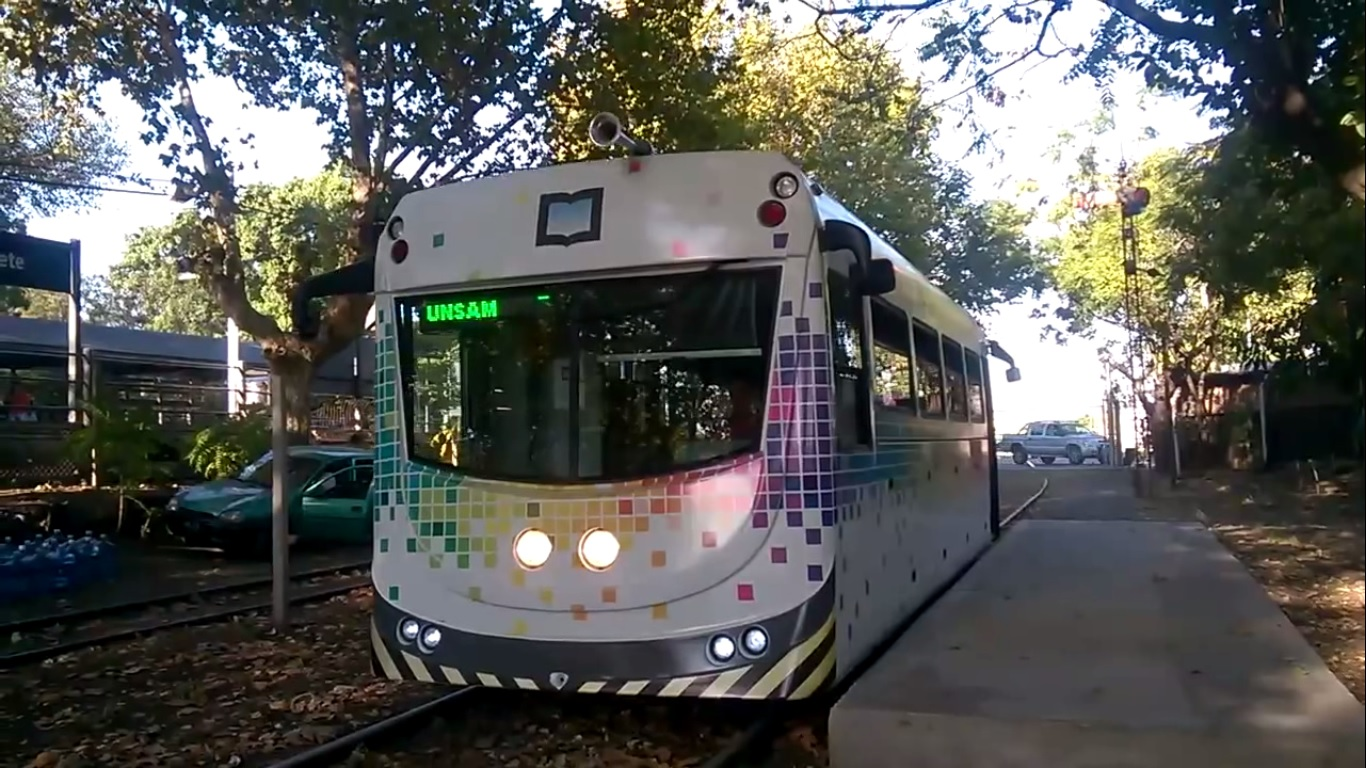
Tecno-tren universitario en la Estación Miguelete.

Es una estación intermedia del servicio eléctrico metropolitano de la Línea Mitre, que se presta entre las estaciones Retiro y José León Suárez. De un lado de la estación se encuentra el Club Deportivo Ferrocarril Mitre.
Hasta el año 1961 esta formaba parte del ramal Villa Lynch - Migueletes (F.C. Mitre) más conocido como el ramal San Martín. Aún se pueden ver parte de los rieles usados en el ramal, donde actualmente se encuentra la Plaza del Gaucho (al lado de la Plaza Kennedy) sobre la calle Perdriel (42) entre San Martín (91) y Intendente M. Campos (89).
Supo ser estación cabecera del Tren Universitario de San Martín, actualmente inactivo.

## Ubicación
Se ubica a 100 metros de la Avenida General Paz, en el límite con la ciudad de Buenos Aires.